# 島津宗久
島津 宗久（しまづ むねひさ）は、南北朝時代の武将。島津氏5代当主・島津貞久の嫡男（次男）。
建武5年（1338年）、父・貞久と共に高師直の軍に属して、北畠顕家と戦い功を上げる。家督相続の有力候補だったが、僅か19歳で没した。興国元年/暦応3年（1340年）、山門院から薩摩郡平佐へ向かう途中に落馬したのが原因だとされる。
その早すぎる死に伴い、弟の師久・氏久が守護国の分与を巡って争い、島津氏は総州家と奥州家の2家に分裂した。